# 韦伯斯特 (艾奥瓦州)
韋伯斯特（英語：Webster）是一個位於美國愛荷華州基奧卡克縣的城市。

## 地理
韋伯斯特的座標為41°26′16″N 92°10′16″W / 41.43778°N 92.17111°W，而該地的平均海拔高度為260米（即853英尺）。

## 人口
根據2010年美國人口普查的數據，韋伯斯特的面積為0.83平方千米，當中陸地面積為0.83平方千米，而水域面積為0.00平方千米。當地共有人口88人，而人口密度為每平方千米106人。